# Cascón de la Nava

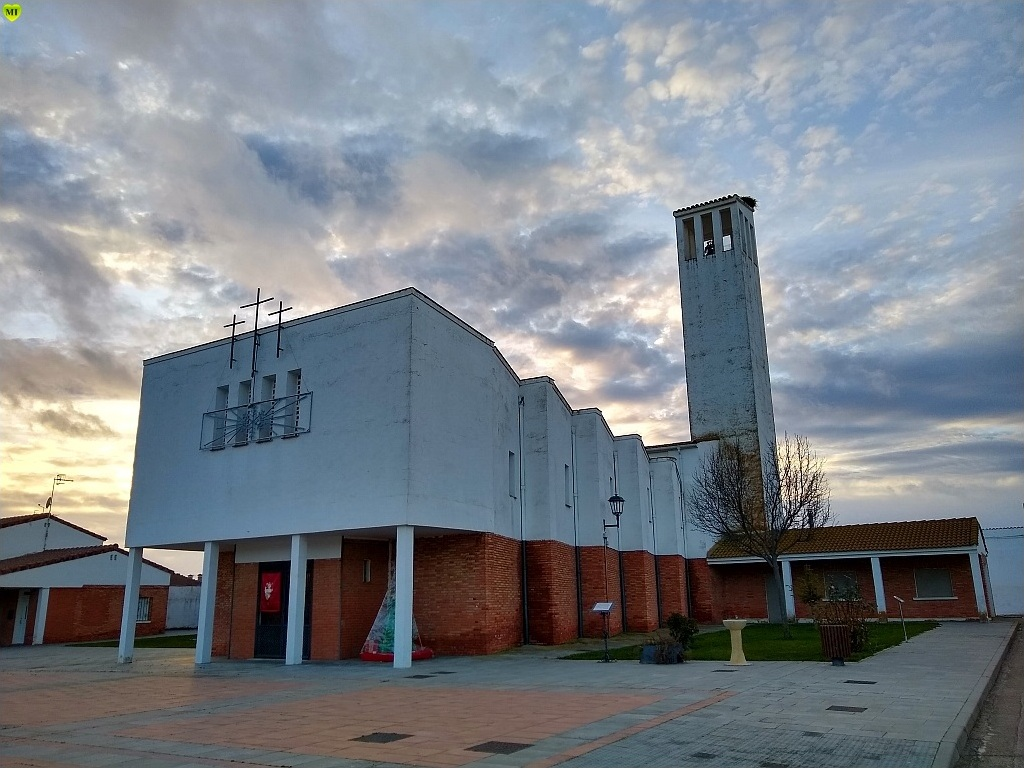
Iglesia parroquial

Cascón de la Nava es una localidad de la provincia de Palencia, (Castilla y León, España) que pertenece al municipio de Villaumbrales. Está a una distancia de 4 km de Villaumbrales, la capital municipal, en la comarca de Tierra de Campos.

## Demografía
Evolución de la población en el siglo XXI
| Gráfica de evolución demográfica de Cascón de la Nava entre 2000 y 2020 |
|                                                                         |
| Población de derecho (2000-2020) según el padrón municipal del INE      |

## Historia
Su creación, se llevó a cabo tras la desecación de la Laguna de la Nava de Fuentes o Mar de Campos. Después de canalizar el río Retortillo y el río Valdeginate; el primero desemboca en el Valdeginate y este en el río Carrión, la citada laguna es desecada y el gobierno franquista toma la decisión de construir allí un pueblo de nuevo, cuya obra es encargada al Instituto Nacional de Colonización. Sus terrenos pertenecían a cinco pueblos: Grijota, Villaumbrales, Becerril de Campos, Villamartín de Campos y Mazariegos, con otra zona situada al noroeste de este cuerpo lagunar conocida como Cabritones y perteneciente a Fuentes de Nava. Esta segunda laguna se unía a los terrenos de las cinco villas en los años con abundantes precipitaciones.
En la literatura previa a la construcción, el pueblo recibe los nombres de: Pueblo de colonización número 1 de la Nava, Poblado de la Nava o Pueblo nuevo. Finalmente adopta el nombre de Cascón de la Nava. 
El topónimo adjudicado es un reconocimiento al ingeniero agrónomo José Cascón Martínez, investigador agronómico y director de la Granja Agrícola de Palencia 1905 a 1916. 
El decreto de 3 de junio de 1955, había declarado de alto interés la colonización de los terrenos comprendidos dentro del perímetro amojonado por la Confederación. Asimismo, se declara de utilidad pública la expropiación de la superficie que no estando incluida en dicho límite fuera necesaria para llevar a cabo la colonización.
Inicialmente, el INC planteó en la Nava la construcción de tres pueblos nuevos. El 19 de diciembre de 1959 se señala la fecha para levantar las actas de ocupación del que denominaban pueblo número 3, en el término municipal de Grijota. La finalidad primera era utilizar los terrenos expropiados para construir instalaciones y alojamientos para el personal técnico del INC durante las obras. Se hallaba en el término de Grijota, en el pago denominado La Mora. Este pueblo nunca llegó a construirse.
En el mes de junio de 1959, se publican la ubicaciones y se decide la expropiación de los solares que alojarán a los tres pueblos nuevos que se había decidido construir en la zona. Finalmente se decide llevar a cabo exclusivamente el pueblo número 1, eliminando los números 2 y 3 y alojar en Mazariegos a cinco colonos más con sus familias. Ese mismo año se redacta el proyecto de acequias y azarbes de la zona norte en el cual se expresa la voluntad del INC de alojar en la Nava a 350 familias. Cascón de la Nava es una pedanía de Villaumbrales, Ayuntamiento al que pertenecían los terrenos donde fue construido.
El 3 de octubre de 1960, se convoca por medio de publicación en el Boletín Oficial del Estado a los propietarios de las parcelas para el levantamiento actas previas de ocupación de los terrenos donde se construiría el nuevo asentamiento. Los propietarios del término municipal de Villaumbrales son citados los días 19, 20 y 21 de octubre a las 10 horas.
Finalmente, el 4 de abril de 1961, el INC, se anuncia “la subasta de las obras para la construcción de un nuevo pueblo en la zona de la laguna de la Nava de Campos”. El valor estimado de la subasta era de 38.990.730,95 pesetas. Estas obras son adjudicadas por la cantidad de 27.207.732 pesetas a la empresa contratista García Jimeno e Hijos, Construcciones y Contratas S.A., 1o que suponía una baja del 30,22 % sobre el presupuesto original. La obra incluía la ejecución de 115 viviendas.
Se comenzó a construir por las casas de la parte baja del pueblo donde se establecieron los colonos que habían sido alojados en barracones. Seguidamente se fue construyendo el resto del pueblo, siendo la iglesia lo último en ejecutarse, que fue terminada en el año 1969.
Además del proyecto de construcción se lleva a cabo otro de abastecimiento y saneamiento, que se redacta desde el INC. El cálculo de la dotación nos da una idea de la magnitud de la intervención. En 1964 -fecha del proyecto- se estaban construyendo viviendas para 115 familias de colonos, y estaba previsto ejecutar una segunda fase con otras 115 viviendas. Estiman, además, un aumento del consumo de un 20 % para familias de comerciantes, maestros, sacerdote, así como, para otros usos: escuelas, jardines, riego de calles… Así estiman 276 familias, que suponen 1.660 habitantes equivalentes a los que se supone un consumo de 150 litros por habitante y día. 
Las obras de abastecimiento y saneamiento fueron valoradas en el proyecto en la cantidad de 4.539.206,30 pesetas, se adjudican al mismo contratista que estaba ejecutando el pueblo en 4.357.638,05 pesetas, lo que suponía una baja del 4%. 
Los colonos
En 1965, llegaron los primeros colonos procedentes de zonas afectadas por obras hidráulicas y de San Bernardo en Valladolid. Las primeras 12 familias que llegaron hubieron de ser alojadas en barracones construidos de ladrillo, madera y uralita, en unas condiciones absolutamente precarias. En los inviernos lluviosos los colonos no se desprendían nunca de sus botas de goma y se daba el caso de tener que llevar al médico a cuestas cuando visitaba a los enfermos en los barracones. 
Seguidamente, llegaron más colonos de las zonas de Porma, Entrepeñas, Sayago y, finalmente, la población más importante, los procedentes de Riaño. En definitiva, el pueblo nuevo de la Nava sirvió principalmente para recoger a los habitantes desalojados por la construcción de diversos embalses. 
El lote entregado a los colonos se estimó en un principio que fuera de 6 hectáreas de tierra, aunque con posterioridad se amplió a 18. Se encontraron con unos suelos salino-sódicos, con muy bajos contenidos en materia orgánica y muy complejos de cultivar. Las especies que mejor se adaptaron a estos nuevos regadíos eran, y siguen siendo hoy, la alfalfa y la remolacha, así como otros cultivos cerealistas tradicionales de la zona -trigo y cebada-. En 1978 se crean nuevos lotes que se asignaran a hijos de estos colonos.

## Fiestas
- Santo Toribio
- Virgen del Rosario
- San Isidro

Dada la diversidad de orígenes desde los antiguos pueblos ahora inundados, en Cascón de la Nava cada grupo celebra las fiestas que tenían instituidas antes del traslado.